# Fritz Brickwedde

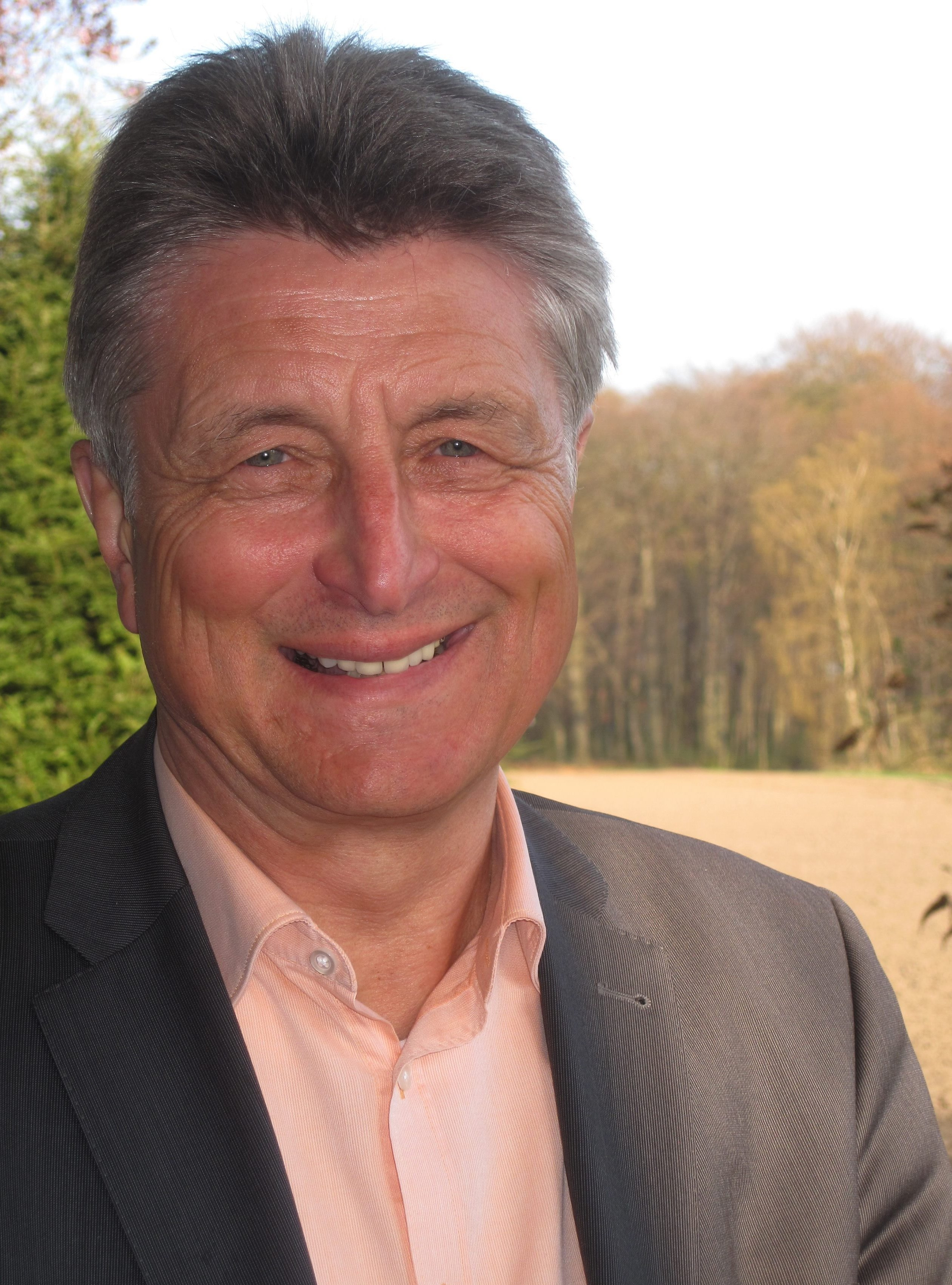
Fritz Brickwedde

Fritz Brickwedde (* 23. Juli 1948 in Osnabrück) ist ein deutscher Politiker (CDU) und Lobbyist. Er war von 2013 bis 2018 Präsident des Bundesverbandes Erneuerbare Energie und zuvor Generalsekretär der Deutschen Bundesstiftung Umwelt (DBU). Als Kommunalpolitiker ist er gegenwärtig Mitglied der CDU-Fraktion im Rat seiner Heimatstadt Osnabrück.

## Biografie
Fritz Brickwedde studierte Geschichte, Politikwissenschaften und Publizistik an der Westfälischen Wilhelms-Universität in Münster. Nach seinem Examen arbeitete er als Akademiedozent und Fachbereichsleiter am Franz-Hitze-Haus, der Akademie des Bistums Münster, als Leiter der Volkshochschule Georgsmarienhütte und als Dezernent für Schule und Kultur, Landschaftspflege und Regionalplanung beim Landkreis Emsland. Dort war er auch für die Koordination des Umweltschutzes zuständig. 
Brickwedde begann die Aufbauarbeit als Generalsekretär mit der Gründung der Deutschen Bundesstiftung Umwelt am 1. März 1991. Zuvor war er Sprecher der Niedersächsischen Landesregierung und Leiter der Presse- und Informationsstelle unter Ministerpräsident Ernst Albrecht.
Am 23. Oktober 2002 verlieh die Fakultät für Umweltwissenschaften und Verfahrenstechnik der Brandenburgischen Technischen Universität Cottbus Brickwedde die Ehrendoktorwürde für seine „Leistungen im wissenschaftlich fundierten Umwelt-, Natur- und Kulturschutz“.
Seit dem 20. Dezember 2004 ist Fritz Brickwedde Träger des Verdienstkreuzes erster Klasse des Verdienstordens der Bundesrepublik Deutschland. Mit dieser Auszeichnung wurde vor allem sein breites ehrenamtliches Engagement zugunsten der neuen Bundesländer gewürdigt.
Am 29. Oktober 2013 wurde er zum neuen Präsidenten des Bundesverbandes Erneuerbare Energien gewählt. Er folgte auf Dietmar Schütz. Am 1. März 2018 löste ihn Simone Peter an der Spitze des Lobbyverbandes ab.

## Politik
Von 1978 bis 1980 war Brickwedde Landesvorsitzender der Jungen Union in Niedersachsen. Von 2006 bis 2022 war er Vorsitzender der CDU-Fraktion im Rat der Stadt Osnabrück. Brickwedde war Vorsitzender des CDU-Kreisverbandes Osnabrück-Stadt, ihm folgte im Oktober 2020 Verena Kämmerling nach.

## Auszeichnungen und Ehrungen
- Goldmedaille des Verbandes Deutscher Baustoff-Recycling-Unternehmen e. V., Bonn
- Medaille der Polnischen Akademie der Wissenschaften, Niederlassung Posen, Kommission für Städtebau und Raumplanung und Kommission für Regionale Forschung
- Benno-Medaille des Bistums Dresden-Meißen
- Ehrenbürger der Stadt Ostritz
- Peter-Parler-Preis
- 2019: Sächsischer Verdienstorden[5][6]

## Ehrenämter
- Vorsitzender des Stiftungsrates der Heinz Sielmann Stiftung
- Mitglied des Stiftungsrates der Stiftung Internationales Begegnungszentrum St. Marienthal (Sachsen)
- Mitglied des Kuratoriums der Stiftung Jugend forscht
- Vorsitzender des Kuratoriums der Stiftung Fürst-Pückler-Park Bad Muskau (Sachsen)
- Vorsitzender des Osnabrücker Förderkreises zur Unterstützung des Wiederaufbaus der Frauenkirche Dresden
- Vorstandsmitglied der Fördergesellschaft für das Dessau-Wörlitzer Gartenreich
- Kuratoriumsmitglied der Wirtschaftsförderung Osnabrück GmbH, Osnabrück
- Vorsitzender des Verkehrsvereins Osnabrück Stadt und Land, Osnabrück
- Schatzmeister des Osnabrücker Clubs
- Stellvertretender Vorsitzender des Carolingerbundes, Osnabrück
- Vorsitzender des Curatoriums Carolini, Osnabrück